# Gul Khan Nasir

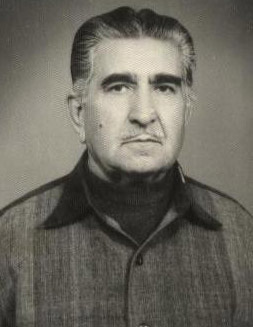
Nasir

Mir Gul Khan Nasir o Malek o-Sho'arā Balochistan (en urdu: میر گل خان نصیر/ملک شعراء بلوچستان, Noshki, 14 de mayo de 1914- Karachi,  6 de diciembre de 1983) fue un político, poeta, historiador y periodista baluchi.

## Biografía
Nació en una tribu brahui, pero siempre consideró el baluchi como su lengua. Estudió hasta cuarto grado en su aldea y estudios secundarios en Quetta y universitarios en Lahore, donde entró en el equipo de boxeo compitiendo en varios torneos llegando a ser subcampeón universitario de la India.

### Política

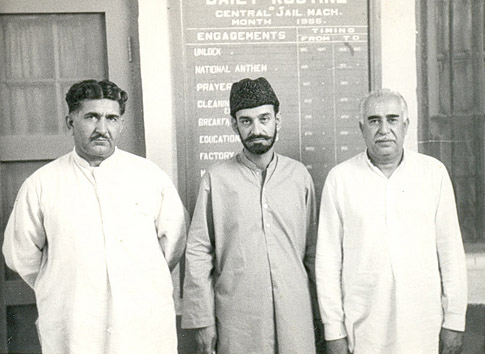
Gul Khan Nasir (izquierda), Sardar Ataullah Mengal (centro) y Ghaus Bakhsh Bizenjo (derecha)

Participó activamente en la organización Anjuman-e-Ittehad-e-Balochan-wa-Balochistan, formada en 1931, y fue viceministro de Jhalawan en el Estado de Kalat. En 1936, se formó la nueva organización Anjuman-e-Islamia Ryasat-e-Kalat que presidió  Khan Nasir dejando su puesto de viceministro. Al prohibirse su partido, el  5 de febrero de 1937 pasó a la nueva organización política que lo reemplazó, el Partido Nacional del Estado de Kalat, asumió el puesto de vicepresidente, este nuevo partido estaba afiliado al Congreso Nacional Indio, se oponía a la partición de la India y jugó un papel importante en refrenar el poder e influencia de los sardares (nobles locales), luchó por la supresión de impuestos injustos e hizo campaña por un parlamento democrático modelado según el británico.
Tras la integración de Kalat en Pakistán en 1948, el PNEK se dividió, en el kanato de Kalat, Mir Ahmedyar Khan apostó por entrar en la Liga Musulmana y también lo hicieron otros dirigentes, como el propio Nasir pero fueron abandonando la organización. En 1955 se fusionaron todas las provincias del oeste de Pakistán, en respuesta un grupo de dirigentes nacionalistas baluchis dirigidos por Ghaus Bakhsh Bizenjo, Gul Khan Nasir, Agha Abdul Karim Khan, Mohammad Hussain Anqa y Qadir Bux Nizamani formaron el partido Usthman Gal que se fusionó el año siguiente con otras fuerzas para dar lugar al Partido Nacional de Pakistán, y en 1957 el PNP  se juntó con la Liga Awami surgiendo lo Partido Nacional Awami, que fue el principal partido de la oposición al régimen militar que gobernó Pakistán a finales de la década de 1950 y primera mitad de la de 1960 y en el que Nasir jugó un importante papel como uno de sus principales dirigentes hasta que lo detuvieron las autoridades en 1958 permaneciendo en prisión en  Quetta, donde lo torturaron. Tras su liberación en 1960 volvió a estar encarcelado varias veces más entre 1962 y 1970. Como resultado de la lucha del PNA durante esta década Baluchistán logró el estatus de provincia. En las elecciones de 1970 el PNA logró la mayoría en Baluchistán, y Gul Khan Nasir obtuvo un asiento en la Asamblea Provincial. El Pakistán del Este se aseguró la independencia como Bangladés y el gobierno de Bhutto no permitió que el PNA formara gobierno en Baluchistán hasta 1972 con el gobierno de Ataullah Khan Mengal en el que Gul Khan Nasir asumió los cargos de ministro de educación, salud, información, bienestar y turismo; uno de sus logros más reconocidos fue el establecimiento de estudios universitarios de medicina en Quetta.
En 1973 surgieron las diferencias entre Nawab Akbar Khan Bugti y el resto de los dirigentes de PN, lo que Bhutto utilizó para destituir el gobierno de Baluchistán. Tres meses después Gul Khan Nasir iba a prisión acusado de traición. Liberado en 1979 tras la caída de Bhutto y la llegada al gobierno de Zia-ul-Haq. Gul Khan Nasir marchó a Afganistán y se unió al Partido Nacional Democrático de Wali Khan, así y todo al poco Ghaus Bakhsh Bizenjo en desacuerdo con Wali Khan sobre la revolución saur de Afganistán dejó el partido seguido de Gul Khan; se reorganizó el PNP con Gul Khan Nasir como presidente del PNP de Baluchistán pero se fue a causa de diferencias en la estrategia, concentrándose en la actividad literaria. No obstante su salud estaba muy deteriorada tras pasar entre 1939 y 1978 case 15 años en prisiones.

## Obra
- Mashad Na Jang Naama (1981)

### Poemarios
- Gul Baang (1951)
- Garand (1971)
- Shah Latif Gusheet (1983)

### Recopilaciones póstumas
- Gulgaal (1993) compilación póstuma de poesía
- Shanblaak (1996) compilación póstuma con traducciones al urdu del autor.